# Associação Brasileira de Linguística
A Associação Brasileira de Linguística (ABRALIN), fundada em 1969, é uma sociedade acadêmica que congrega profissionais de linguística no Brasil, tendo como objetivos promover, desenvolver e divulgar os estudos de linguística teórica e aplicada no país especialmente a partir de congressos, cursos e publicações. A ABRALIN também se compromete a promover a igualdade e a inclusão sociais. Publica os periódicos Revista da Abralin, Cadernos de Linguística e Roseta.

## Histórico
Sua primeira diretoria (1969-1971) foi assim composta:
- Presidente: Aryon Dall'Igna Rodrigues (Museu Nacional-RJ)
- Secretário: Francisco Gomes de Matos (UFPE)
- Tesoureira: Maria Marta Coelho (UFRJ)
- Conselheiros:
  - Ataliba Teixeira de Castilho (FFCL - Marília/SP)
  - Geraldo Calábria Lapenda (UFPE)
  - Isaac Nicolau Salum (USP)
  - Joaquim Mattoso Câmara Júnior (UFRJ)
  - Jürn Philipson (USP)
  - Nelson Rossi (UFBA)

### Diretorias
| Presidente | Nome                                    | Instituição         |
| 1969-1971  | Aryon Dall'Igna Rodrigues               | Museu Nacional - RJ |
| 1973-1975  | Ângela Vaz Leão                         | UFMG                |
| 1975-1977  | Nelson Rossi                            | UFBA                |
| 1977-1979  | Carlos Franchi                          | UNICAMP             |
| 1979-1981  | Yonne de Freitas Leite                  | Museu Nacional - RJ |
| 1981-1983  | Francisco Cardoso Gomes de Matos        | UFPE                |
| 1983-1985  | Ataliba Teixeira de Castilho            | UNICAMP             |
| 1985-1987  | Carlos Alberto Faraco                   | UFPR                |
| 1987-1989  | Miriam Lemle                            | UFRJ                |
| 1989-1991  | Maria Bernadete Marques Abaurre         | UNICAMP             |
| 1991-1993  | Diana Luz Pessoa de Barros              | USP                 |
| 1993-1995  | Suzana Alice Marcelino da Silva Cardoso | UFBA                |
| 1995-1997  | Maria Denilda Moura                     | UFAL                |
| 1997-1999  | Leonor Scliar-Cabral                    | UFSC                |
| 1999-2001  | Maria Elias Soares                      | UFCE                |
| 2001-2003  | Maria Cecília de Magalhães Mollica      | UFRJ                |
| 2003-2005  | Lúcia Maria Pinheiro Lobato             | UNB                 |
| 2005-2007  | Thaïs Cristófaro Silva                  | UFMG                |
| 2007-2009  | Dermeval da Hora                        | UFPB                |
| 2009-2011  | Maria José Foltran                      | UFPR                |
| 2011-2013  | Luis Passeggi                           | UFRN                |
| 2013-2015  | Marília Ferreira                        | UFPA                |
| 2015-2017  | Mariangela Rios de Oliveira             | UFF                 |
| 2017-2019  | Miguel Oliveira, Jr.                    | UFAL                |
| 2019-2021  | Miguel Oliveira, Jr.                    | UFAL                |

## Congressos da ABRALIN
O primeiro Congresso Internacional foi realizado em Salvador em 1994, na gestão de Suzana Alice Cardoso (UFBA). As edições seguintes ocorreram em Fortaleza, em 2001, na gestão de Maria Elias Soares (UFC); no Rio de Janeiro, em março de 2003, na gestão de Maria Cecília Mollica (UFRJ); e em Brasília, em 2005, na gestão de Lúcia Lobato. Em 1997, Maria Denilda Moura organizou o I Congresso Nacional da ABRALIN, cuja segunda edição ocorreu em Florianópolis, em 1999, na gestão de Leonor Scliar-Cabral (UFSC).
Tradicionalmente, os congressos da ABRALIN são precedidos e seguidos de um Instituto de Linguística. A ideia central dos Institutos Brasileiros de Linguística é levar o ensino da linguística para universidades das diversas regiões do país. A ABRALIN retomou a série denominada Instituto Brasileiro de Linguística, a partir de sua gestão em Recife, em 1982, por iniciativa de Adair Pimentel Palácio, na gestão presidida por Francisco Gomes de Matos. Nos últimos anos, esses Institutos Brasileiros de Linguística têm sido bienais e, em geral, realizados na instituição que sedia a respectiva diretoria da Associação.